# Теорема регрессии
Теорема регрессии — утверждение о том, что ценность (стоимость) денег можно проследить («регрессировать») до тех товаров и услуг, ценность которых они получили. Предполагается, что в определённый момент времени существовал товар с «объективной ценностью», этот товар при определённых обстоятельствах обменивался на определённое количество других товаров и начал использоваться как эквивалент в обмене, при этом его изначальная ценность была сформирована обычным способом оценки товаров, основанном на человеческих эмоциях.
Утверждение было сформулировано одним из основоположников австрийской школы Людвигом фон Мизесом в 1912 году в его книге «Теория денег и кредита» как объяснение причин, по которым деньги обладают покупательной способностью. В своей следующей работе Человеческая деятельность... Мизес защищает теорему от критики со стороны Бенджамина Андерсона и Говарда Эллиса. По своей сути, теорема регрессии является следствием ретроспективного применения теории эволюционного происхождения денег как социального института, первоначально представленной Карлом Менгером.
Для многих экономистов объяснение происхождения покупательной способности денег через их предельную полезность было нелогичным и парадоксальным: если покупательная способность денег определяется спросом на деньги, а спрос на деньги — их покупательной способностью, тогда возникает бесконечный цикл без видимых причинно-следственных связей.
Чтобы разорвать замкнутый круг, Мизес обуславливает поведение человека, решающего купить (получи) деньги по определённой в данный момент цене, доступной информацией о «вчерашней» покупательной способности денег (что было при предыдущих обменах). Точно так же спрос на деньги «вчера» определялся их покупательной способностью «позавчера». Это не приводит к регрессу в бесконечность, потому что есть некая точка появления денег из неденежных обменов, которые ранее служили лишь для производства или потребления.
Мизес различает два типа спроса:
1. возникающий из намерения использовать товар для потребления и производства;
2. возникающий из намерения использовать товар исключительно для последующего обмена.

При этом второй вариант всегда вторичен по отношению к первому. Что касается слитков, их можно определить как «промышленный» и «денежный» спрос.

## Наше время
Относительно недавно интерес к теореме регрессии возобновился из-за проблем с определением природы стоимости криптовалют, в частности биткойна. Так как биткойн никогда не был связан с каким-либо товаром, он, похоже, не соответствует определению денег согласно теореме регрессии. Другие авторы придерживаются точки зрения, что биткойн вполне подходит под определение, поскольку он является одновременно и платёжной системой и деньгами, при том, что источником ценности является платёжная система.